# Tiro con arco en los Juegos Asiáticos
El tiro con arco en los Juegos Asiáticos es una de las disciplinas que se realizan en los juegos, la cual tuvo su primera edición oficial en la edición de 1978 en Bangkok, Tailandia y se ha realizado continuamente desde entonces. Estuvo como deporte de exhibición en la edición de 1962.
El medallero histórico de la disciplina es encabezado por Corea del Sur, quien ha ganado más de la mitad de las medallas de oro disputadas y a excepción de la primera edición, ha sido quien ha encabezado el medallero de cada edición de los Juegos de Asia.

## Ediciones
| Edición | Año  | País Sede | Ciudad Sede   | País Campeón  |
| ------- | ---- | --------- | ------------- | ------------- |
| VIII    | 1978 | Bangkok   | Tailandia     | Japón         |
| IX      | 1982 | New Delhi | India         | Corea del Sur |
| X       | 1986 | Seoul     | Corea del Sur | Corea del Sur |
| XI      | 1990 | Beijing   | China         | Corea del Sur |
| XII     | 1994 | Hiroshima | Japón         | Corea del Sur |
| XIII    | 1998 | Bangkok   | Tailandia     | Corea del Sur |
| XIV     | 2002 | Busan     | Corea del Sur | Corea del Sur |
| XV      | 2006 | Doha      | Catar         | Corea del Sur |
| XVI     | 2010 | Guangzhou | China         | Corea del Sur |
| XVII    | 2014 | Incheon   | Corea del Sur | Corea del Sur |

## Medallero Histórico
| Pos   | País               | Oro | Plata | Bronce | Total |
| ----- | ------------------ | --- | ----- | ------ | ----- |
| 1     | Corea del Sur      | 38  | 22    | 15     | 75    |
| 2     | Japón              | 7   | 9     | 7      | 23    |
| 3     | China              | 3   | 9     | 9      | 21    |
| 4     | República de China | 1   | 6     | 6      | 13    |
| 5     | India              | 1   | 2     | 5      | 8     |
| 6     | Corea del Norte    | 1   | 1     | 4      | 6     |
| 7     | Irán               | 1   | 0     | 1      | 2     |
| 8     | Indonesia          | 0   | 2     | 1      | 3     |
| 9     | Malasia            | 0   | 1     | 0      | 1     |
| 10    | Kazajistán         | 0   | 0     | 3      | 3     |
| 11    | Filipinas          | 0   | 0     | 1      | 1     |
| Total | Total              | 52  | 52    | 52     | 156   |